# PowerBook Série G3
Le PowerBook Série G3, connu aussi sous le nom de PowerBook Wallstreet, est un ordinateur portable d'Apple. Commercialisé en mai 1998, il bénéficiait d'un design entièrement revu et ne partageait avec son prédécesseur, le PowerBook G3, qu'une partie de son nom. Il s'agissait de la première offre Built-to-Order d'Apple, qui permettait aux clients de choisir entre différents composants à partir d'une base commune, pour un prix allant de 2 299 à 7 000 $.
Le PowerBook Série G3 disposait de deux baies pouvant accueillir une batterie ou une large palette de périphériques 3.5" comme un lecteur de disquettes, un lecteur ZIP ou un lecteur optique (CD ou DVD).
Les premiers modèles étaient cadencés à 233, 250 et 292 MHz. La gamme fut mise à jour en septembre 1998 avec des modèles cadencés à 233 266 et 300 MHz, sous le nom de code PDQ (Pretty Damn Quick). Ils furent remplacés en mai 1999 par les PowerBook G3 Bronze (ou Lombard).

## Caractéristiques
- processeur : PowerPC G3
- cadencé à 233, 250, 266, 292 ou 300 MHz
- adressage 32 bit
- bus système 64 bit à 66 ou 83 MHz
- mémoire cache de niveau 1 : 32 Kio (instructions), 32 Kio (données)
- mémoire cache de niveau 2 (sur certains modèles) : 512 Kio ou 1 Mio, cadencée à la moitié de la vitesse du processeur
- mémoire morte : 4 Mio
- mémoire vive : 32 ou 64 Mio, extensible à 512 Mio
- carte vidéo 2 ou 4 Mio de mémoire vidéo
- écran LCD 12,1" à matrice passive, ou 13,3" ou 14,1" à matrice active
- définitions supportées :
  - 1 024 × 768 (résolution native)
  - 800 × 600
  - 640 × 480
- disque dur IDE de 2 à 8 Go (17 mm d'épaisseur)
- lecteur CD-ROM 20x ou DVD-ROM 1x
- lecteur disquette
- modem 56 kbit/s
- slots d'extension :
  - 2 connecteurs mémoire de type SDRAM PC100 SO-DIMM
  - 2 slots PC Card Type II (ou 1 Type III), compatibles Cardbus
  - 1 baie d'extension 5,25"
  - 1 baie d'extension 3,5"
- connectique :
  - 1 port SCSI HDI-30
  - 1 port ADB
  - 2 ports série
  - port infrarouge IrDA 4 Mbit/s, compatible avec la technologie IRTalk
  - port Ethernet 10BASE-T
  - sortie son : stéréo 16 bit
  - entrée son : stéréo 16 bit
  - sortie vidéo VGA
  - sortie S-Video
- microphone omnidirectionnel intégré
- haut-parleur stéréo
- batterie Lithium Ion 47 Wh lui assurant environ 3,5 heures d'autonomie (7 h avec deux batteries)
- dimensions : 5,1 × 26,4 × 32,3 cm
- poids : 3,25 kg (12,1"), 3,45 kg (13,3"), 3,55 kg (14,1")
- consommation : 45 W
- systèmes supportés : Mac OS 8.0 à Mac OS X 10.2.8